# Hungría en los Juegos Olímpicos de Calgary 1988
Hungría estuvo representada en los Juegos Olímpicos de Calgary 1988 por un total de 5 deportistas que compitieron en 3 deportes.  
El portador de la bandera en la ceremonia de apertura fue el patinador artístico Attila Tóth. El equipo olímpico húngaro no obtuvo ninguna medalla en estos Juegos.